# Сент (округ)
Округ Сент (фр. Arrondissement de Saintes) — округ у Франції, в департаменті Приморська Шаранта. 2023 року округ об'єднував 88 муніципалітетів, населення становило 117 992 особи.
Адміністративний центр (супрефектура) — Сент.

## Муніципалітети
Список муніципалітетів округу та їхні коди INSEE:
1. Арс (17015)
2. Баланзак (17030)
3. Барзан (17034)
4. Берле (17045)
5. Берней (17044)
6. Брі-су-Мортань (17068)
7. Бутенак-Туван (17060)
8. Бюрі (17072)
9. Бюссак-сюр-Шарант (17073)
10. Варзе (17460)
11. Венеран (17462)
12. Віллар-ан-Пон (17469)
13. Віллар-ле-Буа (17470)
14. Віролле (17479)
15. Грезак (17183)
16. Домп'єрр-сюр-Шарант (17141)
17. Екуає (17147)
18. Екюра (17148)
19. Епарнь (17152)
20. Жазенн (17196)
21. Же (17171)
22. Жемозак (17172)
23. Коз (17131)
24. Коломб'є (17115)
25. Корм-Еклюз (17119)
26. Корм-Руаяль (17120)
27. Краван (17133)
28. Кразанн (17134)
29. Куркурі (17128)
30. Ла-Валле (17455)
31. Ла-Жар (17191)
32. Ла-Клісс (17112)
33. Ла-Шапель-де-По (17089)
34. Ле-Гон (17179)
35. Ле-Дуе (17143)
36. Ле-Сер (17426)
37. Ле-Ше (17097)
38. Лез-Ессар (17154)
39. Люша (17214)
40. Меді (17228)
41. Мерсак (17232)
42. Мігрон (17235)
43. Монпельє-де-Медіян (17244)
44. Монтій (17242)
45. Мортань-сюр-Жиронд (17248)
46. Нанкра (17255)
47. Ньєль-ле-Сент (17262)
48. Пессін (17275)
49. Пізані (17278)
50. Плассе (17280)
51. Пон-л'Аббе-д'Арну (17284)
52. Пор-д'Анво (17285)
53. Прегіяк (17289)
54. Рето (17296)
55. Ріу (17298)
56. Ромегу (17302)
57. Руффіак (17304)
58. Саблонсо (17307)
59. Семюссак (17425)
60. Сен-Брі-де-Буа (17313)
61. Сен-Вез (17412)
62. Сен-Жорж-де-Кото (17336)
63. Сен-Поршер (17387)
64. Сен-Ромен-де-Бене (17393)
65. Сен-Севе-де-Сентонж (17400)
66. Сен-Сезер (17314)
67. Сен-Сімон-де-Пеллуай (17404)
68. Сен-Сован (17395)
69. Сен-Сюльпіс-д'Арну (17408)
70. Сент (17415)
71. Сент-Андре-де-Лідон (17310)
72. Сент-Жемм (17330)
73. Сент-Радегонд (17389)
74. Сожон (17421)
75. Суліньонн (17431)
76. Тальмон-сюр-Жиронд (17437)
77. Танзак (17438)
78. Тезак (17445)
79. Тем (17442)
80. Тенак (17444)
81. Тессон (17441)
82. Тризе (17453)
83. Флуарак (17160)
84. Фонкуверт (17164)
85. Шаньє (17086)
86. Шенак-Сен-Серен-д'Юзе (17098)
87. Шерак (17100)
88. Шерміньяк (17102)